# Conferência Episcopal da Venezuela
A Conferência Episcopal Venezuelana (CEV) é uma Instituição de carácter permanente que de acordo ao Concilio Vaticano II, associa aos Bispos da República Bolivariana para exercer seu apostolado segundo a organização da Igreja Católica para Venezuelana.

## Função
Os bispos exercem unidos, como expressão de afeto colegial, algumas funções pastorais com respeito aos fiéis de seu território e promover, conforme à norma do direito, o maior bem que a Igreja proporciona aos homens, sobretudo mediante formas e modos de apostolado convenientemente acomodados às circunstâncias de tempo e lugar.

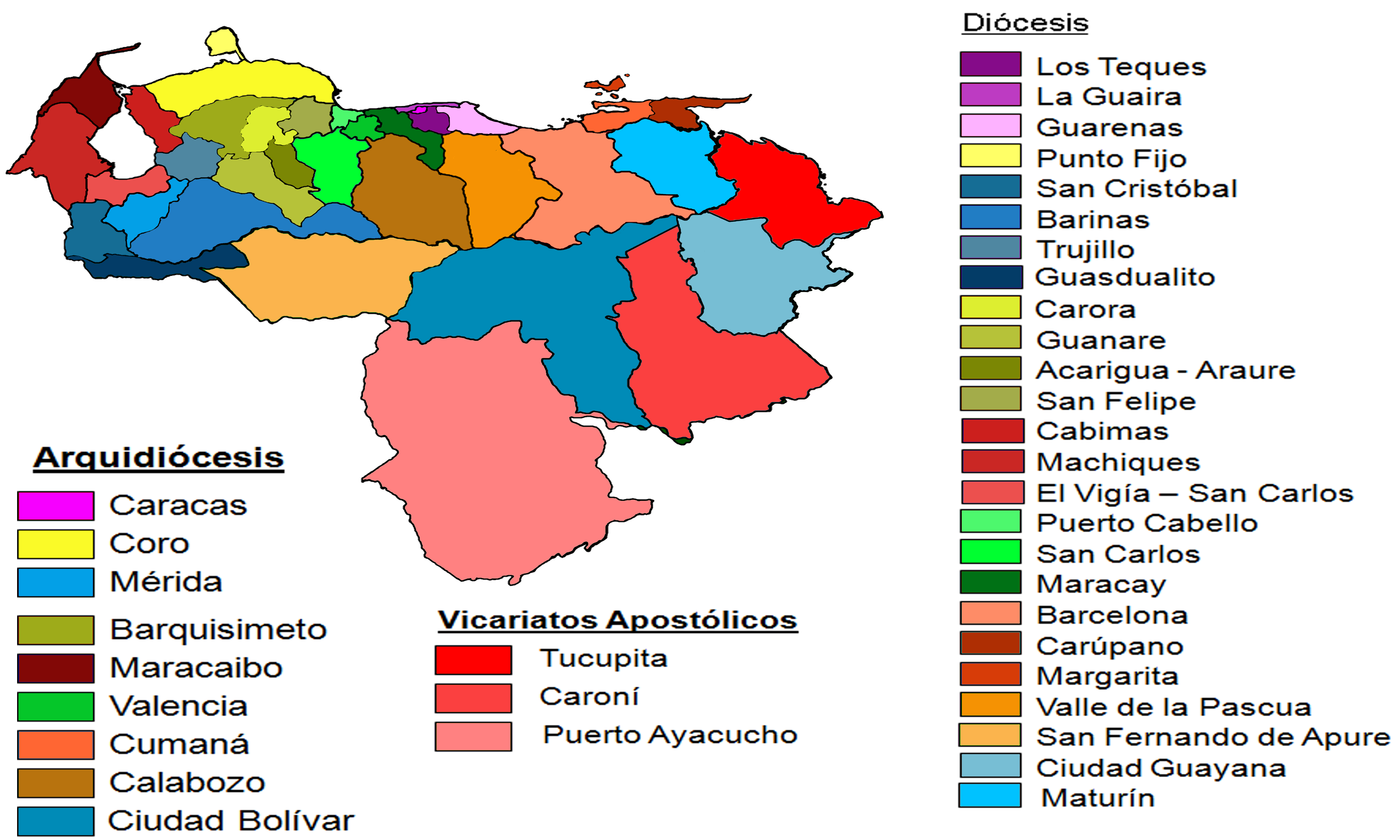
Mapa detalhado das Arquidiócesis e Diócesis de Venezuela

## História
Em julho de 1973 (Cf. Igreja Venezuela, Ano I, n° 1), aparece o Boletim do Secretariado Permanente do Episcopado Venezuelano. Nesse Boletim recolher-se-á, desde seu nascimento, tudo relativo à a Conferência Episcopal Venezuelana.
Efetivamente, no n° 2 (novembro de 1973, págs. 15 - 20), se desenha amplamente a Assembléia Plenária Ordinária da Conferência Episcopal Venezuelana, levada a cabo entre o 9 e 14 de julho de 1973 - espécie de Assembleia Constituinte -. Nas páginas 15 - 20 deste número, dão-se a conhecer os Estatutos da Conferência Episcopal Venezuelana, precedidos de uma breve nota, que diz:
A Conferência Episcopal Venezuelana, no dia 12. A sessão de sua última Assembléia Plenária (14-7-73) aprovou o novo Estatuto da mesma. . . E acrescenta: A seguir, apresentamos o novo Estatuto, precedido pelo Decreto da Sagrada Congregação para os Bispos, pelo qual eles são ratificados. Na próxima página, publica (em latim) o respectivo decreto da Sagrada Congregação para os Bispos, emitido em Roma em 29 de setembro de 1973, são os Estatutos, que incluem os seguintes capítulos:
1. Finalidade e órgãos da conferência
2. Da assembleia plenária
3. A comissão central permanente
4. As comissões especiais
5. Secretariado permanente
6. Disposições várias

A primeira assembleia plenária ordinária da conferência episcopal venezuelana, de acordo com os novos Estatutos, levou-se a cabo de 7 a 12 de janeiro de 1974, iniciando a enumeração das Assembleias Episcopais que atualmente estão em vigência.

## Presidentes da CEV
| PRESIDENTES PASSADOS DA CEV | PRESIDENTES PASSADOS DA CEV                    | PRESIDENTES PASSADOS DA CEV | PRESIDENTES PASSADOS DA CEV | PRESIDENTES PASSADOS DA CEV |
| Foto                        | Bispo                                          | Desde                       | Até                         | Escudo                      |
| --------------------------- | ---------------------------------------------- | --------------------------- | --------------------------- | --------------------------- |
|                             | Emmo. Sr. Cardeal José Humberto Quintero Parra | Janeiro de 1962             | Janeiro de 1972             |                             |
|                             | Excmo. Mons. Críspulo Benítez Fontúruel        | Julho de 1972               | Julho de 1978               |                             |
|                             | Excmo. Mons.. Domingo Roa Pérez                | Julho de 1978               | Julho de 1984               |                             |
|                             | Emmo. Sr. Cardeal José Alí Lebrún Moratinos    | Julho de 1984               | Janeiro de 1990             |                             |
|                             | Excmo. Mons. Ramón Ovidio Pérez Morales        | Julho de 1990               | Julho de 1996               |                             |
|                             | Excmo. Mons. Tulio Manuel Chirivella Varela    | Julho de 1996               | Julho de 1999               |                             |
|                             | Excmo. Mons. Baltazar E. Porras Cardozo        | Julho de 1999               | Julho de 2006               |                             |
|                             | Excmo. Mons. Ubaldo Ramón Santana Sequera      | Julho de 2006               | Julho de 2012               |                             |
|                             | Excmo. Mons. Diego Rafael Padrón Sánchez       | Julho de 2012               | Janeiro de 2018             |                             |
|                             | Excmo. Mons. José Luis Azuaje Ayala            | Janeiro de 2018             | Janeiro de 2022             |                             |
|                             | Excmo. Mons. Jesús González de Zárate          | Janeiro de 2022             | até o momento               |                             |

## Organograma
- https://web.archive.org/web/20080907024839/http://www.cev.org.ve/docs/organigrama_20062009.pdf

## Organismos vinculados
1. Cáritas da Venezuela Página Principal de Cáritas de Venezuela
2. INPRECLERO[3]